# Springflut (Fernsehserie)
Springflut (Originaltitel: Springfloden)  ist eine schwedische Fernsehserie aus dem Jahr 2016. Sie basiert auf dem Roman Die Springflut (Originaltitel: Springfloden, 1. Staffel) und Die dritte Stimme (2. Staffel) von Cilla und Rolf Börjlind aus dem Jahr 2012. In den Hauptrollen sind Julia Ragnarsson und Kjell Bergqvist zu sehen. Die Serie hebt sich durch ihre warme Farbgestaltung bewusst vom Genre des Scandinavian Noir ab.
Die Premiere der 10-teiligen ersten Staffel erfolgte am 6. März 2016 auf SVT 1. Die deutschsprachige Erstausstrahlung in fünf 90-Minuten-Folgen begann am 12. November 2017 im ZDF.

## Handlung der 1. Staffel
Olivia Rönning, eine junge Studentin an der Polizeihochschule, bekommt die Aufgabe, eine Cold-Case-Übung über den ungelösten „Strandmord“ aus dem Jahr 1990 zu lösen, bei dem eine unbekannte, offenbar lateinamerikanische schwangere Frau am Strand der schwedischen Insel Nordkoster bis zu ihren Schultern eingegraben wurde und in einer Springflut ertrank.
Als sie herausfindet, dass ihr verstorbener Vater am „Strandfall“ mitgearbeitet hat, wird Olivia besessen von dem Fall. Sie beschließt, Tom Stilton, den Hauptkommissar, der die Ermittlungen vor 25 Jahren geleitet hat, zu kontaktieren. Er führt derzeit ein Leben als Obdachloser und zeigt zunächst wenig Begeisterung, Olivia bei dem Fall zu helfen.
In den nächsten Einstellungen werden weiter Charaktere der Obdachlosen vorgestellt. Ein Wohnwagen der Obdachlosen wird noch des Öfteren wichtige Handlungsszenen darstellen. Schnell wird auch klar, dass die Gruppe aggressive Gegner hat, die brutal zuschlagen, um die Wohnungslosen zu vertreiben. So wird einer von ihnen, Bensemann, fast tot geschlagen. Die Fotos werden von den Tätern ins Internet gestellt.

## Episodenliste

### Staffel 1
(90-Minuten-Folgen)
| Folge | Titel                      | Deutsche Erstausstrahlung | Regie         | Drehbuch                                       |
| ----- | -------------------------- | ------------------------- | ------------- | ---------------------------------------------- |
| 1     | Schatten der Vergangenheit | 12. Nov. 2017             | Niklas Ohlson | Mattias Ohlsson, Cilla Börjlind, Rolf Börjlind |
| 2     | Vergeltung                 | 19. Nov. 2017             | Pontus Klänge | Cilla Börjlind, Rolf Börjlind                  |
| 3     | Vermisst                   | 26. Nov. 2017             | Pontus Klänge | Cilla Börjlind, Rolf Börjlind                  |
| 4     | Erdrückender Beweis        | 3. Dez. 2017              | Pontus Klänge | Cilla Börjlind, Rolf Börjlind                  |
| 5     | Das Vermächtnis            | 10. Dez. 2017             | Pontus Klänge | Cilla Börjlind, Rolf Börjlind                  |

### Staffel 2
(90-Minuten-Folgen)
| Folge | Titel                        | Deutsche Erstausstrahlung | Regie                        | Drehbuch                      |
| ----- | ---------------------------- | ------------------------- | ---------------------------- | ----------------------------- |
| 1     | Verhängnisvolle Verbindungen | 11. Aug. 2019             | Niklas Ohlson, Pontus Klänge | Cilla Börjlind, Rolf Börjlind |
| 2     | Marseille sehen und sterben  | 18. Aug. 2019             | Niklas Ohlson, Pontus Klänge | Cilla Börjlind, Rolf Börjlind |
| 3     | Kriminelle Machenschaften    | 25. Aug. 2019             | Niklas Ohlson, Pontus Klänge | Cilla Börjlind, Rolf Börjlind |
| 4     | Mord auf Varmdö              | 1. Sep. 2019              | Niklas Ohlson, Pontus Klänge | Cilla Börjlind, Rolf Börjlind |
| 5     | Bittere Wahrheiten           | 8. Sep. 2019              | Niklas Ohlson, Pontus Klänge | Cilla Börjlind, Rolf Börjlind |

## Auszeichnungen
Kjell Bergqvist erhielt 2016 den schwedischen Fernsehpreis Kristallen in der Kategorie „Schauspieler des Jahres in einer Fernsehproduktion“ für seine Rolle des Tom Stilton.

## Rezeption

### Einschaltquoten
Erdrückender Beweis erreichte für das ZDF mittelmäßige 10,6 Prozent. Das Vermächtnis generierte einen Marktanteil von 11,4 Prozent.

### Kritik
kino.de urteilt: „Das Streben nach Vorbildern wie ‚Kommissarin Lund‘ oder ‚Die Brücke‘ ist unverkennbar, an klassischen Scandi-Noir-Zutaten mangelt es nicht. Und tatsächlich entfacht die schwedisch-deutsche Koproduktion um eine Polizeischülerin, die sich in einen 25 Jahre alten Cold Case reinfuchst, einen starken Spannungssog und lässt mehrere Handlungsfäden von der Spule. Bisweilen schimmert das Konzept ein wenig zu sehr durch. Und eine markante Hauptfigur wie Sarah Lund oder Saga Norén findet sich nicht auf Anhieb.“
Die Kritiker der Fernsehzeitschrift TV-Spielfilm meinen, dass die Reihe Springflut zeigt, wohin sich das Genre Scandic Noir entwickelt.
Harald Keller schreibt in der Frankfurter Rundschau: „Ein neuer Schwedenkrimi erweist sich als Sammelsurium bewährter Muster. Spekulative Szenen überdecken Drehbuchschwächen, die Spannung wird künstlich geschürt.“ […] „Grenzen im Krimi-Genre verschieben sich in Richtung Horror.“
Sven Hauberg schreibt für die Fernsehzeitschrift prisma: „Springflut nimmt sich sehr viel Zeit, um das Milieu der Obdachlosen auszuleuchten, und auch Julias Ermittlungen laufen eher schleppend. Immerhin besteht die Serie aus fünf rund 80-minütigen Teilen, da ist Tempo nicht so wichtig. Erstaunlich ist dabei allerdings, dass ausgerechnet die Hauptfigur ein wenig farblos bleibt. Eine Studentin ist vielleicht doch nicht so aufregend als Ermittlerin wie etwa ein abgehalfterter Ex-Cop, der auf eine zweite Chance wartet.“